# Dieter Thoma (journalist)
Dieter Thoma (Paderborn, 11 april 1927 - Keulen, 5 mei 2017) was een Duitse journalist en presentator.

## Jeugd en opleiding
Tijdens zijn schooltijd bezocht Dieter Thoma het gymnasium Laurentianum in Arnsberg. Later studeerde hij germanistiek, geschiedenis en public relations aan de universiteit in Münster en was vervolgens cabaretier en journalist (onder andere als plaatselijke reporter van de Aachener Volkszeitung en chefreporter van de Kölner Stadanzeiger), voordat hij in 1963 naar de WDR-radio ging. Daar werd hij vervolgens leider van de actuele afdeling. In 1987 werd hij hoofdredacteur.

## Carrière
Over een lange periode was hij presentator van het WDR-Mittagsmagazin, een programma uit de jaren 1960 met een mix uit muziek en woord. Zijn presentatiestijl was onvergetelijk met zijn intelligente en droge grappen. Later presenteerde hij de tv-talkshow Kölner Treff, samen met Alfred Biolek en de Presseclub, het daaropvolgende programma van Werner Höfers Internationalen Frühschoppen.
In 1992 ging Thoma met pensioen. Hij werkte daarna als boekauteur en hield zich daarna bezig met het verzamelen van moppen. Over dit onderwerp zijn ook zijn latere boeken verschenen. Bovendien trad hij af en toe op in talkshows. In 1997 verscheen ook een autobiografie, die de naam Salto Rückwärts und andere Geschichten aus meinem Leben draagt.

## Privéleven en overlijden
Dieter Thoma overleed enkele weken na zijn 90e verjaardag en werd in een urn bijgezet op de Keulse Zentralfriedhof Melaten. Zijn nalatenschap bevindt zich in het historische archief van de stad Keulen.

## Onderscheidingen
Dieter Thoma werd op 10 mei 1991 onderscheiden met de Verdienstorden van het land Noordrijn-Westfalen.

## Radio-uitzendingen
- Das Mittagmagazin (WDR2)

Het eerste Mittagmagazin (WDR2) werd op 1 februari 1965 uitgezonden. De uitzending liep van 13:05 tot 15:30 uur. Presentator van de eerste uitzending was Walter Hahn, die samen met Dieter Thoma als uitvinder van deze grondvorm van alle actuele radiomagazines in Duitsland geld. Eerste redactieleider werd Hellmut Prinz, die overkwam van de SR.

## Tv-uitzendingen
- 1976–1982: Kölner Treff, met Alfred Biolek
- 1988–1993: Presseclub, Das Erste

## Hoorspelen
- 1977: H. G. Wells: Krieg der Welten – Regie: Klaus Schöning

## Werken
- 1968: Köln für Anfänger
- 1997: Salto Rückwärts und andere Geschichten aus meinem Leben, autobiografie
- 1999: Ganz Deutschland lacht!, co-auteurs zijn Chris Howland en Michael Lentz
- 2003: Kennen Sie den? Die Lieblingswitze der Deutschen, co-auteurs zijn Chris Howland en Peter Jamin
- 2006: Deutschland lacht wieder, co-auteurs zijn weer Chris Howland en Peter Jamin
- 2007: Heute am Mikrophon… – Heiteres und Ernstes zur Zeit
- 2014: Besser Eigentor als gar kein Tor. Fakten, Fouls und Flanken – Fußball ist, wenn man trotzdem lacht, met Peter Jamin als co-auteur